# كأس جمشيد

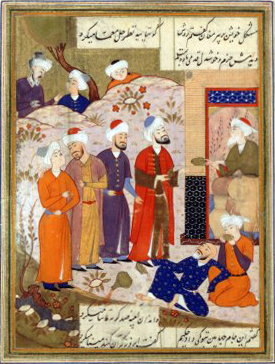
حافظ ينظر إلى كأس جمشيد، المنمنمة في المكتبة الوطنية الفرنسية، وهي مخطوطة تركية تعود إلى عام 1477، مؤلف غير معروف، صنعها في شيراز، في إيران.

كأس جمشيد هو كأس عرافة، والذي في الأساطير الفارسية كان يمتلكه حكام إيران الكبرى القديمة لفترة طويلة. يرتبط اسمها بجمشيد (جم في الفارسية الجديدة)، وهي شخصية أسطورية من الثقافة والتقاليد الإيرانية الكبرى. يُطلق على الكأس أيضًا اسم كأس جامع كيخسرو. يُشير الأخير إلى كاي خسرو في الأفستا، وسوشرافا في الفيدا.
لقد كانت الكأس موضوعًا للعديد من القصائد والقصص الفارسية. وقد نسب العديد من المؤلفين نجاح الإمبراطورية الفارسية إلى امتلاك هذه القطعة الأثرية. ويظهر على نطاق واسع في الأدب الفارسي.
ويقال إن الكأس ("جام") كانت مليئة بإكسير الخلود وكانت تستخدم في الكهانة. كما ذكر علي أكبر دهخدا، كان يعتقد أنه يمكن ملاحظة السماوات السبع للكون من خلال النظر إليها. ويُعتقد أنه اكتُشف في برسبوليس في العصور القديمة. ويقال إن العالم كله ينعكس فيه، ويقال إن التنبؤات داخل الكأس تكشف حقائق عميقة. في بعض الأحيان، وخاصة في التصوير الشعبي مثل أسطورة أرسلان البطولية، تُصور الكأس على شكل كرة بلورية [الإنجليزية]. تستخدم هيلين زيمرن في ترجمتها الإنجليزية للشاهنامه مصطلح "الكرة البلورية".

ذُكر كأس جمشيد ذات الحلقات السبع في القصيدة الكلاسيكية الرباعيات التي كتبها الشاعر الفارسي عمر الخيام في القرن الحادي عشر. انظر الآية الخامسة في الترجمة الخامسة لإدوارد فيتزجيرالد:
لقد ذهبت إرم بالفعل بكل ورودها، وكأس جمشيد ذات السبع حلقات حيث لا أحد يعرف؛ ولكن لا يزال الكرمة يعطيها ياقوتها القديم، ولا تزال الحديقة بجانب الماء تزدهر.
وقد ورد ذكره أيضًا في كتاب السوانح للصوفي الفارسي أحمد الغزالي:
ما دام الكأس الظاهر للعالم في يدي فإن عجلة السماء العليا تهبط أمامي / ما دام كعبة الفناء هي قبلة وجودي فإن أعقل رجل في العالم ثمل مني.
في أدب القرن العشرين، ذكر الشاعر والفيلسوف وأحد الآباء المؤسسين لباكستان: العلامة محمد إقبال الكأس في قصيدته "صورة الألم":
الأردية (الحروف العربية): "گر دیکھا بھی اُس نے سارے عالم کو تو کیا دیکھا؟ نظر آئی نہ کچھ اپنی حقیقت جام سے جَم کو". حتى لو نظر إلى العالم كله، ماذا رأى؟ لم يتمكن جام من رؤية حقيقته في كأس المُدامة